# Čopasta čaplja
Čopasta čaplja (znanstveno ime Ardeola ralloides) je vrsta ptiča iz družine čapelj (Ardeidae), ki gnezdi v Južni Evropi in na Srednjem vzhodu, pozimi pa se odseli v podsaharsko Afriko. Kot izdaja rodovno ime, gre za majhno predstavnico čapelj, vrstno ime ralloides pa pomeni »podobna tukalici«.

## Opis
Odrasli zrastejo do 49 cm v dolžino in imajo razpon peruti 71–86 cm. Operjenost je svetlorjava s svetlejšim trebušnim delom in povsem belimi perutmi ter repom, kar vodi do presenetljive spremembe, ko ptič vzleti – z zloženimi perutmi zgleda povsem rjav, nato pa postanejo opazne predvsem bele peruti. Ime je ta čaplja dobila po podaljšanih peresih na temenu, podobnih čopu, ki se razvijejo v gnezditvenem obdobju, takrat je kljun modrikast s črno konico, noge pa rumenkasto-rožnate in na vrhuncu paritve kratek čas tudi rdeče. Izven obdobja gnezditve ima močnejše sive proge po vratu, krajša okrasna peresa na temenu in rumenkasto-zelene noge ter kljun, tako da so odrasli v vseh pogledih bolj podobni mladostniškim (juvenilnim) osebkom.
Oglašajo se s krakanjem, podobnim samici mlakarice.

## Ekologija in razširjenost
Čopasta čaplja gnezdi v plitvih močvirjih in zamočvirjenih jezerih, obraslih s trstičjem in grmovjem ter drevesi. Pari se združujejo v manjše kolonije. Izven gnezditvene sezone so samotarske. Gnezditveno območje se razteza od južnega dela Srednje Evrope do Aralskega jezera in jugovzhoda Iran, od koder se ptiči jeseni odselijo čez Sredozemlje v podsaharsko Afriko. Izjema so populacije na vzhodnem delu Afrike vključno z Madagaskarjem, ki ostanejo na istem območju vse leto. Na Slovenskem ne gnezdi, redno pa jo je mogoče opazovati na spomladanski selitvi aprila in maja.
Glavnino prehrane predstavljajo ličinke vodnih žuželk, priložnostno pa lovijo tudi manjše ribe, dvoživke, sesalce in rake.